# Avions de combat de sisena generació
Els avions de combat de sisena generació seran les aeronaus, tripulades o no, que s'espera que entrin en servei en les diverses forces aèries en el període 2035-2040. Actualment el seu disseny i concepte d'operacions estan en desenvolupament.

## Concepte de disseny
A mesura que els nous desenvolupaments d'avions de 5a generació (com els caces xinesos Chengdu J-20 i Shenyang J-31) puguin oferir un oponent comparable en combat als avions nord-americans (F-22 Raptor i  F-35 Lightning II), i a el model de caça rus Sukhoi el seu-57, la seva adopció per part de les forces aèries respectives es limiten a causa del seu alt cost operacional i de desenvolupament, pel que la seva entrada només serà possible en la mesura que aquests programes siguin adoptats més decididament per les nacions involucrades en el seu desenvolupament.
En el cas de Rússia, la ràpida integració de l' T-50 en el seu arsenal aeri, que es deu a l'obsolescència del seu parc actual (els MiG-29 i Sukhoi El seu -27 que operen actualment, i que ja han arribat a la seva vida útil límit) sent la raó de pes per la seva ràpida aparició l'adopció de la T-50 i més de deduir la crònica fatiga de l'aparell anterior i de el futur caça en servei, a més de l'aparició de condicions geopolítiques comprometedores, i entorns de combat desfavorables. a part, amb l'avanç en el programa rus per una caça d'aquesta generació, la sisena generació russa hauria de ser contemporània a la nord-americana, i oferir una àmplia gamma de variants, a més d'un caça, un bombarder i un interceptor de gran alçada.
A més, el desenvolupament d'un avió de caça de sisena generació podria resoldre en el futur pròxim com una cosa molt preocupant per als militars de Estats Units, de manera que l'aparició de noves aeronaus d'aquesta generació no ha de ser descartat.
Batejada com la "pròxima generació d'aeronaus tàctiques", la Força Aèria dels EUA busca un avió de combat amb "una major capacitat en àrees com ara abast, persistència, capacitat de supervivència, net-centralitat, coneixement de la situació, sistema d'integració humana i efectes de les armes". "El futur sistema haurà de fer front a adversaris equipats amb avançats sistemes d'atac electrònic, sofisticats sistemes de defensa aèria integrada, detecció passiva, integrat de protecció d'un mateix, les armes d'energia dirigida, i la capacitat d'atac cibernètic. Ha de ser capaç d'operar en l'entorn anti-accés / àrea-denial que hi haurà al calendari 2030-2050. "

## Característiques de la 6a Generació
Si bé no hi ha en projecte avions que puguin ser mereixedors de l'assignació a aquesta categoria, són moltes les nacions que estan en ple estudi de les molt diverses noves tecnologies que permetin l'aparició d'aquesta generació de caces.
S'especula que les característiques que marcaran aquesta generació serien: sigil extrem, eficiència en tots els règims de vol (subsònics, supersònics i hipersònics), possible capacitat de "camuflatge", i la possibilitat de la irrupció de vehicle aeri de combat no tripulat plenament operatius. Amen de moltes millores en les tecnologies ja existents, millores en els sistemes de detecció, nous sistemes d'armes, materials més resistents i avançats, etcètera.